# Hiro Matsushita
Hiro Matsushita, född den 14 mars 1961 i Kobe, Japan, är en japansk racerförare samt sonson till Konosuke Matsushita som grundade Panasonic, son till Masaharu Matsushita som var VD för företaget 1961-1976 och yngre bror till Masayuki Matsushita som varit vice styrelseordförande.

## Racingkarriär
Matsushita tävlade i Indy Lights under 1989, och gick sedan vidare till PPG IndyCar World Series med Dick Simon Racing. Matsushita blev den förste japanske föraren att delta inom amerikansk professionell racing, men han hade inga större framgångar. Han köpte sig till platser tack vare sitt understöd från Panasonic, och lyckades aldrig bli bland de fem bästa. Matsushita lyckades inte heller bland de tjugo bästa i mästerskapet någon gång. Efter att ha kört fram till säsongen 1998 avslutade Matsushita sin karriär och 1992 köpte han Swift Engineering, samt började jobba med marknadsföring.